# Rhodésie du Nord-Est
1900–1911
Entités précédentes :
- Barotseland

Entités suivantes :
- Rhodésie du Nord

La Rhodésie du Nord-Est est un protectorat britannique d'Afrique australe institué en 1900. Il est à l'origine administré par la British South Africa Company (BSAC), détentrice d'une charte concédée par le Royaume-Uni. C'est l'une des trois entités que l'on désigne conjointement comme les « trois protectorats rhodésiens », les deux autres étant la Rhodésie du Sud et la Rhodésie du Nord-Ouest. La Rhodésie du Nord-Est est fusionnée avec la Rhodésie du Nord-Ouest, un autre territoire administré par la BSAC, pour former la Rhodésie du Nord en 1911.

## Histoire
La colonisation de la région qui deviendra la Rhodésie du Nord-Est commence en 1890 lorsque Joseph Thompson est envoyé par Cecil Rhodes, dirigeant de la British South Africa Company pour négocier des arrangements avec les chefs africains. Alfred Sharpe est, de même, envoyé par le consul britannique du Nyassaland dans le même but. N'ayant pu conclure les accords souhaités, Sharpe et Thompson utilisent la force pour soumettre les populations locales. En 1895, la British South Africa Company obtient des droits d'exploitation sur plus de 26 000 km2 grâce à l'acquisition de la Mozambique Gold, Land and Concession Company, entreprise qu'elle achète en 1893. Afin de mieux exploiter les richesses minérales espérées, la BSAC crée une filiale, la North Charterland Exploration Company, en 1895. La région est sous administration effective de la BSAC à la fin de 1899.
En janvier 1900, la reine Victoria signe le North-Eastern Rhodesia Order in Council. Cet décret en conseil officialise le nom de North-Eastern Rhodesia (Rodhésie du Nord-Est) et l'institue formellement en tant que protectorat britannique,. Ce décret instaure une gouvernance de la BSAC sur le nouveau protectorat, avec à sa tête un administrateur nommé par le « haut commissaire pour l'Afrique du Sud ». Concernant le protectorat, le haut commissaire légifère par proclamation. Le protectorat est divisé en sept districts administratifs. La capitale se situe à Fort Jameson, Chipata de nos jours.
En 1900, le premier administrateur, Robert Edward Codrington, est nommé. Il conserve ce poste jusqu'en 1907. Son successeur est Lawrence Aubrey Wallace de 1907 à 1909, après quoi le poste est laissé vacant.
Lorsque le protectorat est fusionné avec le Barotseland-Rhodésie du Nord-Ouest pour former la Rhodésie du Nord, l'administrateur de cette nouvelle entité endosse les responsabilités assumées auparavant par l'administrateur de la Rhodésie du Nord-Est.

## Législation
Les lois d'Angleterre s'appliquent au protectorat, autant que les circonstances le permettent. En matière de justice civile concernant les autochtones, les lois coutumières s'appliquent dans la mesure où elles ne sont pas contraires à la « justice naturelle », à la moralité, aux décrets en conseil ou à tout réglement afférent. Le protectorat est doté d'une Haute Cour, de tribunaux de district et de tribunaux d'instance. Les demandes d'appel sont entendues par la Cour Suprême de la colonie du Cap puis, éventuellement, par le Comité judiciaire du Conseil privé au Royaume-Uni.